# Lee Goldberg

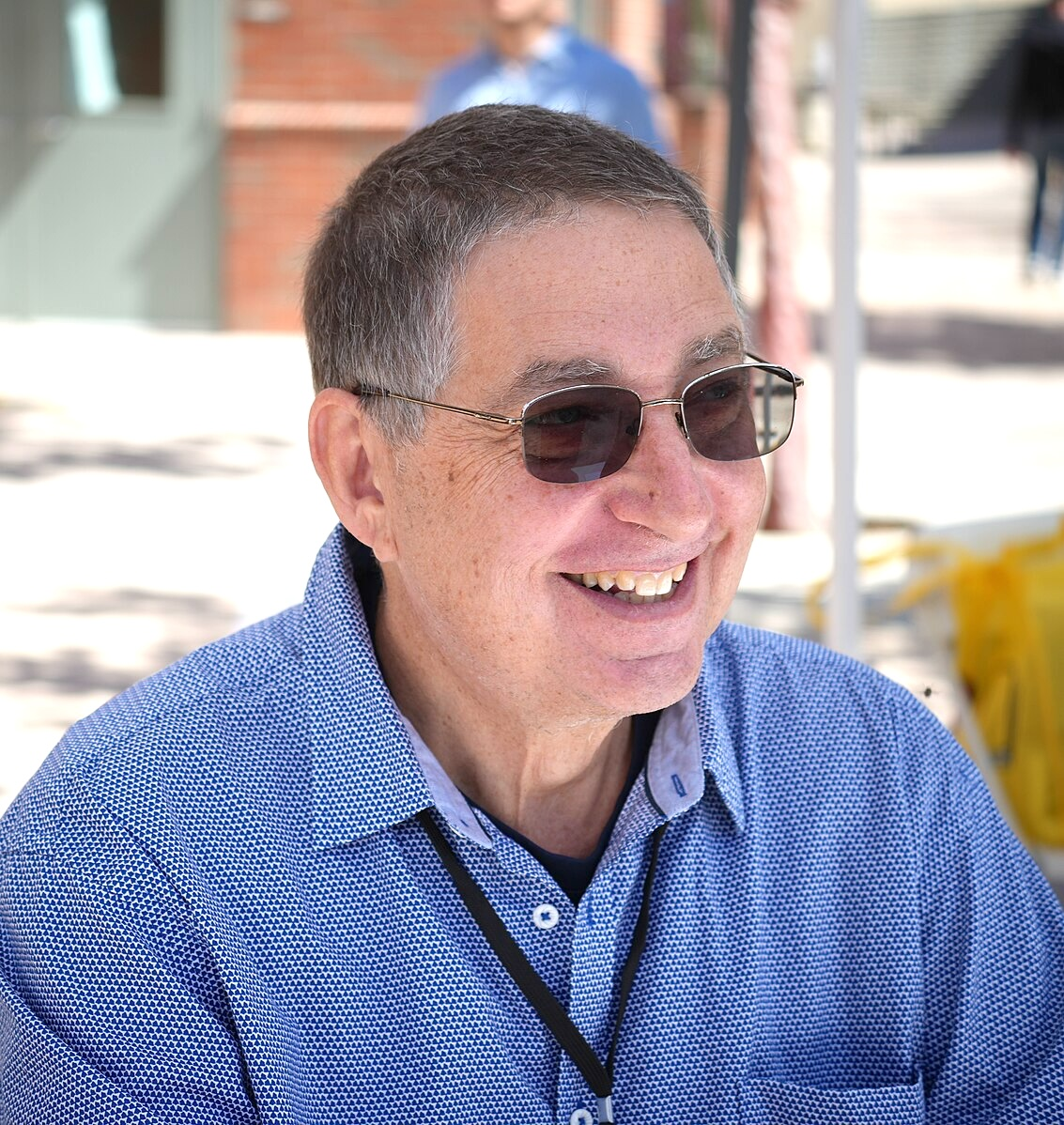
Lee Goldberg (2025)

Lee Goldberg (...) è uno sceneggiatore, autore televisivo e produttore televisivo statunitense, noto per il suo lavoro su diverse serie crime TV, tra cui Un detective in corsia, A Nero Wolfe Mystery, Hunter, Spenser: For Hire, Martial Law, She-Wolf of London, SeaQuest, 1-800-Missing, The Glades e Monk.

## Biografia
Goldberg ha tre fratelli più piccoli: Tod Goldberg, Linda Woods e Karen Dinino, tutti quanti scrittori. Suo zio è l'autore Burl Barer.
Vive con la moglie e la figlia a Los Angeles.
Nel 2007, Goldberg ha scritto e prodotto l'episodio pilota per un programma televisivo tedesco, Fast Track: No Limits.
Nel 2010, ha scritto e diretto il cortometraggio Remaindered, tratto dal suo racconto per Ellery Queen's Mystery Magazine, girato nel Kentucky. Ha poi scritto e diretto il sequel, Bumsicle, nel 2012.
In concomitanza con il suo lavoro su Monk e Un detective in corsia, Goldberg ha scritto diversi romanzi basati su quelle due serie tv. Ha anche scritto diversi romanzi polizieschi originali. Il suo libro, The Man with the Iron-On Badge, è stato candidato per un Shamus Award dalla Private Eye Writers of America ed è stato prodotto nel 2007 come spettacolo teatrale, Mapes For Hire, a Owensboro, Kentucky, al International Mystery Writers Festival.
Goldberg ha scritto anche libri di saggistica circa l'industria dell'intrattenimento, tra cui Unsold Television Pilots e Successful Television Writing.
Nel giugno 2013, il suo romanzo "The Heist", il primo di una serie di quattro libri ad essere scritti con Janet Evanovich, è stato pubblicato da Random House. Un racconto prequel, "Pros and Cons", è stato pubblicato nel maggio 2013 e divenne il 1° singolo più venduto su Kindle per sette settimane consecutive, e raggiunse anche i primi posti delle classifiche di vendita sul New York Times e USA Today "The Heist" debuttò al 2º posto della classifica dei 5 bestseller più venduti di USA Today e quinti in quella del New York Times. Il sequel, "The Chase," debuttò al 1º posto nella classifica di Publisher Weekly e al secondo posto nella classifica dei migliori best seller del New York Times nel marzo 2014. Il terzo libro della serie, "The Job," e il suo prequel, "The Shell Game," furono pubblicati nel novembre 2014 e raggiunsero delle buone posizioni per quanto riguarda il numero delle vendite.
Nel mese di settembre 2014, Goldberg ha creato la casa editrice Brash Books con il romanziere Joel Goldman.
Goldberg è stato candidato due volte al premio Edgar dal Mystery Writers of America e due volte per il premio Shamus dalla Private Eye Writers of America.